# Nicrophorus dauricus
Nicrophorus dauricus är en skalbaggsart som beskrevs av Victor Ivanovitsch Motschulsky 1860. Nicrophorus dauricus ingår i släktet Nicrophorus och familjen asbaggar. Inga underarter finns listade i Catalogue of Life.